# Ischnocampa admeta
Ischnocampa admeta là một loài bướm đêm thuộc phân họ Arctiinae, họ Erebidae.